# Saint-Phal
Saint-Phal è un comune francese di 550 abitanti situato nel dipartimento dell'Aube nella regione del Grand Est.

## Società

### Evoluzione demografica
Abitanti censiti